# Natalia Dmitrievna Chtcherbatova
Princesse Natalia Dmitrievna Chtcherbatova, épouse Chakhovskaïa (en russe : княжна Наталья Дмитриевна Щербатова), née le 4 juillet 1795 et décédée le 2 juin 1884 à Moscou. Elle fut l'épouse du décembriste Fiodor Petrovitch Chakhovskoï.

## Famille
Unique fille du prince Dmitri Mikhaïlovitch Chtcherbatov.
Le 12 décembre 1819, la princesse Natalia Dmitrievna Chtcherbatova épousa le prince Fiodor Petrovitch Chakhovskoï (1796-1829), fils du prince Piotr Ivanovitch Chakhovskoï (†1827) et de la princesse Anna Fiodorovna (†1825).
Deux enfants naquirent de cette union :
- Dmitri Fiodorovitch Chakhovskoï : (1821-1897), Capitaine de la Garde, il épousa la princesse Natalia Sviatopolk-Tchetvertinskaïa.
- Ivan Fiodorovitch Chakhovskoï : (1826-1894), lieutenant-général, il épousa Iekaterina Sviatoslavna-Berjinskaïa, il fut le père de Dmitri Ivanovitch Chakhosvskoï,  ministre de la Charité d'État dans le gouvernement provisoire en 1917[2].

## Biographie

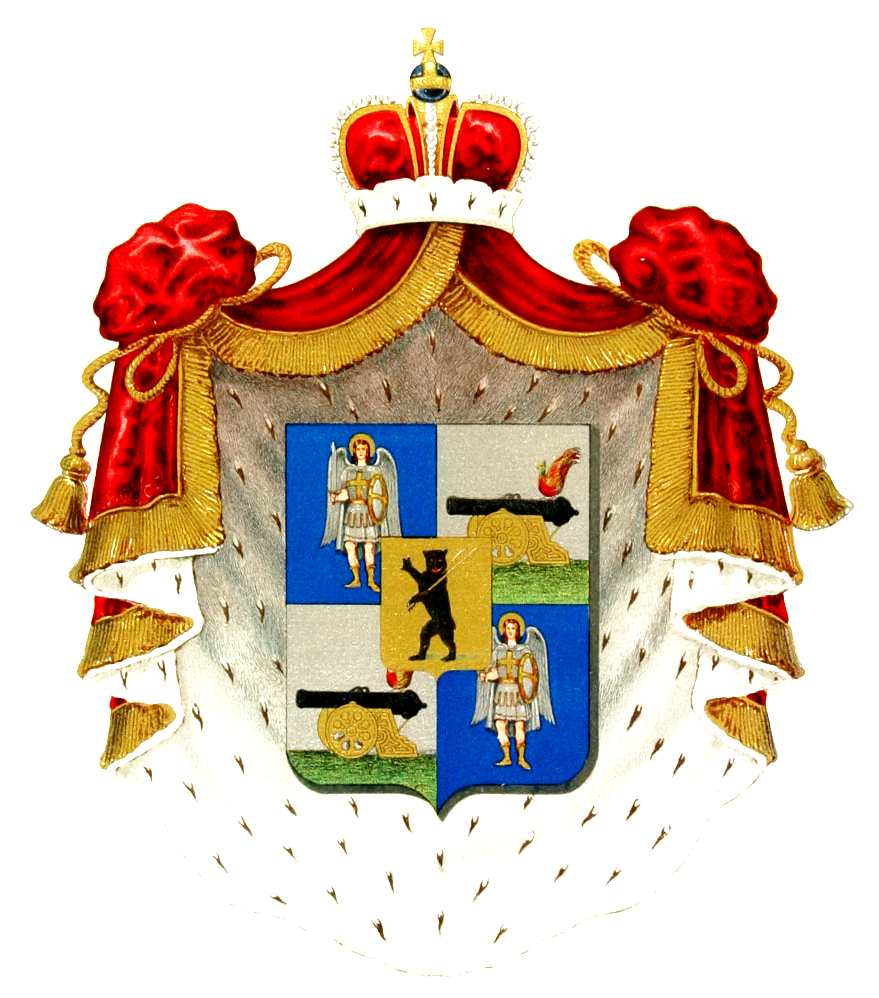
Armoiries de la famille Chakhovskoï

Petite-fille de l'historien Mikhaïl Mikhaïlovitch Chtcherbatov et sœur du prince Ivan Dmitrievitch Chtcherbatov (1794-1829), la jeune Natalia grandit avec ses cousins Piotr Iakovlevitch et Mikhaïl Iakovklevitch Tchaadaïev. En 1817, la jeune princesse s'éprit d'Alexandre Sergueïevitch Griboïedov, mais dans le même temps, elle fut courtisée par Ivan Dmitrievitch Iakouchkine (1794-1857) et Dmitri Vassilievitch Narychkine (1792-1831), deux amis de son frère servant au Régiment Semionovski. Les deux soupirants furent éconduits par la princesse, mais Ivan Dmitrievitch Iakouchkine déçu par son amour non partagé par la princesse fut envahi par des idées suicidaires.
Pendant plus d'un an, Dmitri Vassilievitch Narychkine persista à courtiser Natalia Dmitrievna, afin de ne pas offenser Ivan Dmitrievitch Iakouchkine pour qui elle témoigna du respect, elle repoussa les avances du prince Narychkine. Mais on père insista, le prince était un bon parti, riche, le prince Dmitri Mihaïlovitch Chtcherbatov espérait par ce mariage améliorer sa situation financière.
Pensant que cette union tuerait Iakouchkine, Natalia Dmitrievna refusa d'épouser le prince, le mariage fut reporté plusieurs fois. En 1819, elle fut soulagée lorsqu'elle apprit le mariage du prince Narychkine avec Natalia Fiodorovna Rostopchina (1797-1866), fille du comte Fiodor Vassilievitch Rostopchine.
Le 12 décembre 1819, la princesse Natalia Dmitrievna épousa Fiodor Petrovitch Chakhovskoï.
Après l'insurrection décabriste de 1825, son époux fut mis en état d'arrestation, malgré son refus de plaider coupable pour son appartenance aux Loges maçonniques des Trois Vertus, du Sphinx et des Amis-Unis, à la Société secrète l'Union du Bien-Être dont il fut pourtant l'un des fondateurs, Fiodor Petrovitch Chakhovskoï fut condamné au bannissement à vie, commué quelques années plus tard à vingt ans d'exil. En 1826, au moment de l'arrestation de son époux, la princesse Natalia Dmitrievna attendait son second enfant. Ce fut Alexandra Grigorievna Mouraviova (1804-1832) - épouse du décabriste Nikita Mikhaïlovitch Mouraviov) alors, en relation avec Fiodor Petrovitch Chakhovskoï qui informa l'épouse de ce dernier sur la maladie mentale dont souffrait son époux.
En 1828, la princesse déposa une requête pour se rendre à Ienisseïsk, ville de Sibérie où Fiodor Petrovitch était détenu depuis le 14 septembre 1827. En réponse, Nicolas Ier de Russie autorisa le transfert de Fiodor Petrovitch au monastère de Saint-Euthymius à Souzdal. Natalia Dmitrievna reçut l'autorisation de se rendre auprès de son époux, arrivée sur les lieux, elle fit appeler un médecin. Toutefois, le 6 mai 1829, son époux refusa toute nourriture, il poursuivit sa grève de la faim jusqu'à sa mort le 22 mai 1829.

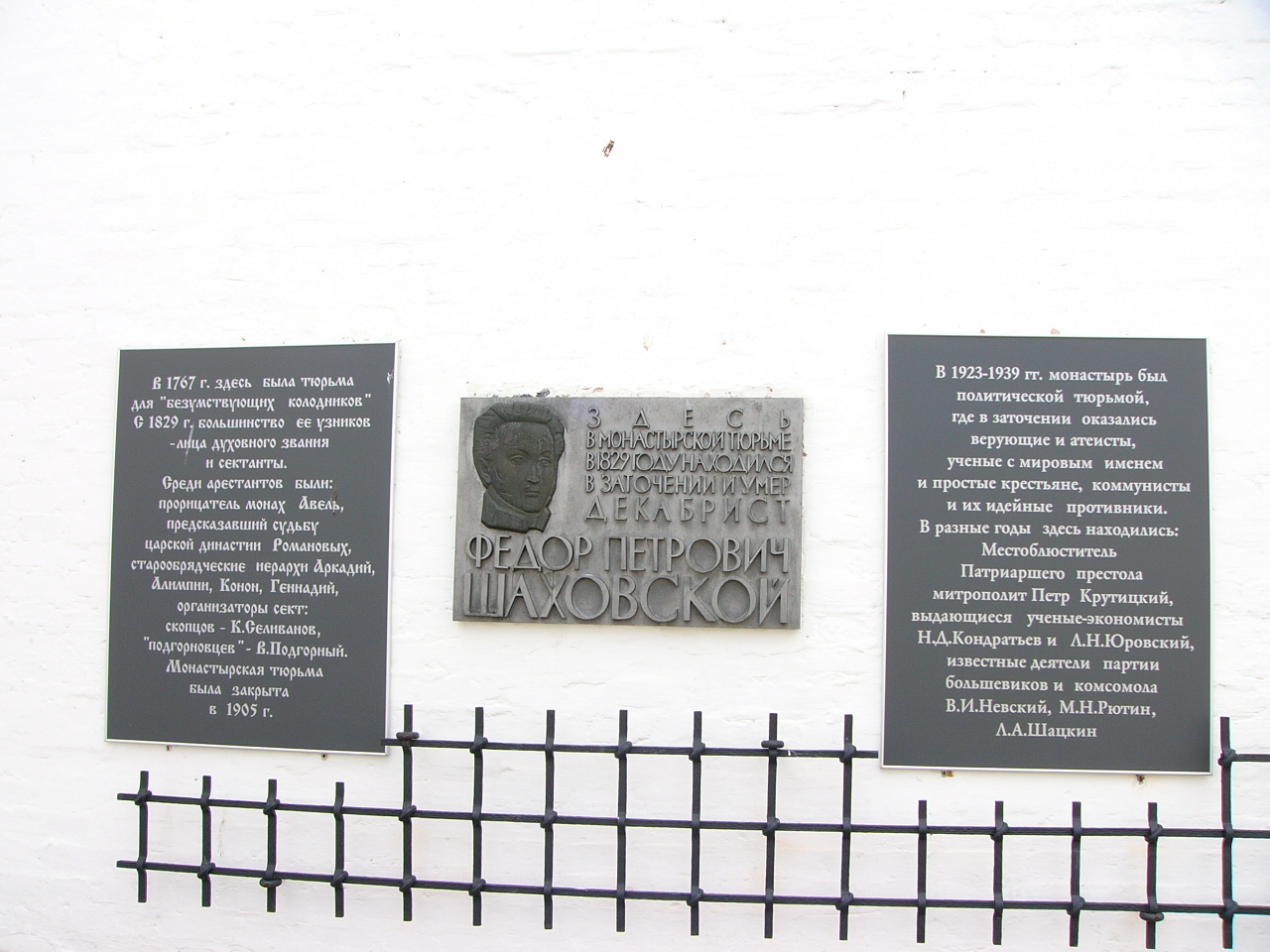
Dalle commémorative dans le monastère Saint-Euthymius à Souzdal transformé en prison sous le règne de Catherine II de Russie en 1766.

La princesse Natalia Dmitrievna Chakhovskaïa décéda le 2 juin 1884 à Moscou. Elle est enterrée au cimetière Vagankovo à Moscou.